# Eidgenössische Konstruktionswerkstätte K+W C-36
Die K+W C-36 war ein zweisitziges Aufklärungs- und Erdkampfflugzeug der Schweizer Flugwaffe. Die Entwicklungen für diesen Typ begannen 1939 bei der Eidgenössischen Konstruktionswerkstätte (K+W) in Thun unter der Bezeichnung C-3601. Nach einer Nullserie wurden 142 Einheiten bei den Eidgenössischen Flugzeugwerken in Emmen gebaut und so in der Schweizer Flugwaffe zwischen 1942 und 1952 eingesetzt. Von 1953 bis 1970 flogen noch 40 als Zielschlepper ausgerüstete Flugzeuge.

## Geschichte der Entwicklung
Auf ein Pflichtenheft im Jahr 1934 hin schlug K+W gleichzeitig zwei Entwürfe vor; die C-35 und die C-36 mit demselben Motor. Die bewährten Merkmale der C-35 genügten den Verantwortlichen, während die C-36 erst wieder aufgenommen wurde, als 1938 beim Internationalen Flugmeeting von Dübendorf die technische Überlegenheit neuerer Entwürfe offensichtlich wurde.
In den 1930er-Jahren baute Escher Wyss leistungsfähige Verstellpropeller für die Luftfahrt. Für die C-36 wurde ab 1936 der weltweit erste Propeller entwickelt, der für die Bremsung nach der Landung verwendet werden konnte.
In Zeitgenössischen Quellen wurde hervorgehoben, dass der Motor der Serienversion mit Auspuff-Schubdüsen versehen sei, deren Rückstoss einen Teil zum Vortrieb beitrugen.

## Aufbau
Die C-3603 war ein zweisitziger freitragender Tiefdecker mit Doppelleitwerk in Gemischtbauweise. Die Bewaffnung bestand aus einer Motorkanone, Flügel-MGs sowie zwei beweglichen Maschinengewehren für den Beobachter. Weiter konnte die C-3603 Bomben oder eine Zielschleppausrüstung als Aussenlast mitführen. Ab 1953 wurden 20 Flugzeuge mit Vorrichtungen zum Abwurf von Hilfscontainern ausgerüstet. Diese Flugzeuge wurden nach Lawinenkatastrophen zum Abwurf von Hilfsmaterial eingesetzt, teils mit Fallschirmen versehen.

## Einsatz
Die C-3603 wurde primär als Aufklärer sowie als Jagdbomber eingesetzt. Weiter wurde sie vor allem als Zielschlepper für die Flugabwehreinheiten bekannt. Daneben stellte sie Feindbomber für übende Jagdflugzeugbesatzungen dar. In der Jagdbomberkonfiguration konnten 50-kg-Bomben sowie spezielle Bündel aus zwölf HG-40-Handgranaten an den Unterflügelracks mitgeführt werden.

## Versionen

### C-3601
Erster Prototyp mit Erstflug im Jahr 1939. In dieser Version war die C-36 noch mit starrem Fahrwerk ausgelegt. Der Motor war ein flüssigkeitsgekühlten 12-Zylinder Hispano-Suiza-Motor mit einer Leistung von 860 PS. Er stürzte am 11. August 1939 auf dem Weg zur Erprobung durch die Truppe ab. Der Pilot konnte sich mit dem Fallschirm retten.

### C-3602
Zweiter, verbesserter Prototyp. Er erhielt u. a. das nun homologierte Triebwerk Hispano-Suiza 12Y-51 mit 1000 PS. Im April/Mai 1940 erfolgte mit diesem Flugzeug eine positiv verlaufene Truppenerprobung. Das Flugzeug diente später zu Belastungsversuchen bis zum Bruch.

### C-3603
Nach der Erprobung des Prototyps C-3602 wurde eine Null-Serie von 10 Flugzeugen gebaut. Im Gegensatz zum trapezförmigen Flügel der späteren Serie 3603-1 waren alle diese Flugzeuge mit den elliptisch zulaufenden Flügeln der Prototypen gebaut worden, deren Spannweite 1,36 Meter grösser gewesen war. Diese Flugzeuge besassen von Beginn an ein Einziehfahrwerk. Die Flugzeuge der Null-Serie wurden später auf den Typ C-3603-1 umgebaut.

### C-3603-1
Nach der Vorserie wurden durch die Eidgenössischen Flugzeugwerke 142 Exemplare dieser Hauptversion der C-36-Familie gebaut. Als überall Hartbelagpisten und -Rollwege zur Verfügung standen, wurden die Radverschalungen entfernt. Dafür erfolgte der Einbau von Landescheinwerfern in die Fahrwerkswülste. Im Laufe der Jahre verlor die Flugwaffe 28 Maschinen, wobei 37 Besatzungsmitglieder ums Leben kamen. Weitere sechs Maschinen mussten nach Unfällen als Totalverlust abgeschrieben werden. Nach dem Krieg wurden 1948 aus den nie gebrauchten Reservebaugruppen 6 zusätzliche Flugzeuge zusammengebaut. Die Maschinen blieben bis 1952 als Kampfflugzeuge im Einsatz.

### C-3603-1 Trainer
Zeitgleich mit der Grossserie der 142 Flugzeuge waren zwei zusätzliche Flugzeuge mit Doppelsteuer gebaut worden. Diese standen bis 1974 im Einsatz.

### C-3603-1 Schlepp
Die Schleppgeschwindigkeit der für den Zielschlepp eingesetzten C-35 reichte nach dem Krieg selbst für die Flab kaum mehr aus. An ihre Stelle traten 21 im Jahr 1946 zur Schleppversion umgebaute Flugzeuge C-36, welche als wesentlichen Unterschied zur Normalversion über die Schleppziel-Winde System «DMP» verfügten, die vom Schleppmechaniker direkt vom Cockpit aus bedient wurde. Dabei erhielten die Flugzeuge eine verlängerte Kabinenverglasung sowie eine röhrenförmige Verkleidung für das Schleppseil auf dem Rumpfrücken zwischen dem Kabinendach und dem Doppelleitwerk. Ab 1953 wurde dieses System geändert in das System SZW-52. Nun wurde der Schleppsack nach unten ausgestossen. Mit den 45 hergestellten Winden dieses Typs wurden ab 1953 40 Flugzeuge ausgerüstet. Als Antrieb der Winde diente wie beim Vorgängersystem eine Luftschraube auf der rechten Seite des Rumpfes. Die Flugzeuge wurden silbern bemalt mit roten Streifen. Das Flugzeug mit der Nummer C-447 erhielt nach dem Schleppumbau 1946 im Jahr 1949 zusätzlich eine Unterflügelbeleuchtung für Nachtschiessen und eine spezielle Bemalung. Dieses Flugzeug blieb bis 1972 im Einsatz. Das Flugzeug C-489 flog 1953 bis 1955 mit einer britischen Schleppwinde. Ende der 1960er Jahre gingen die Motoren zur Neige und es wurde ein Nachfolgetyp gesucht. Anstelle eines neuen Flugzeuges wurde eine Serie der bestehenden Flugzeuge als Typ C-3605 mit einer Propellerturbine ausgerüstet.

### C-3604

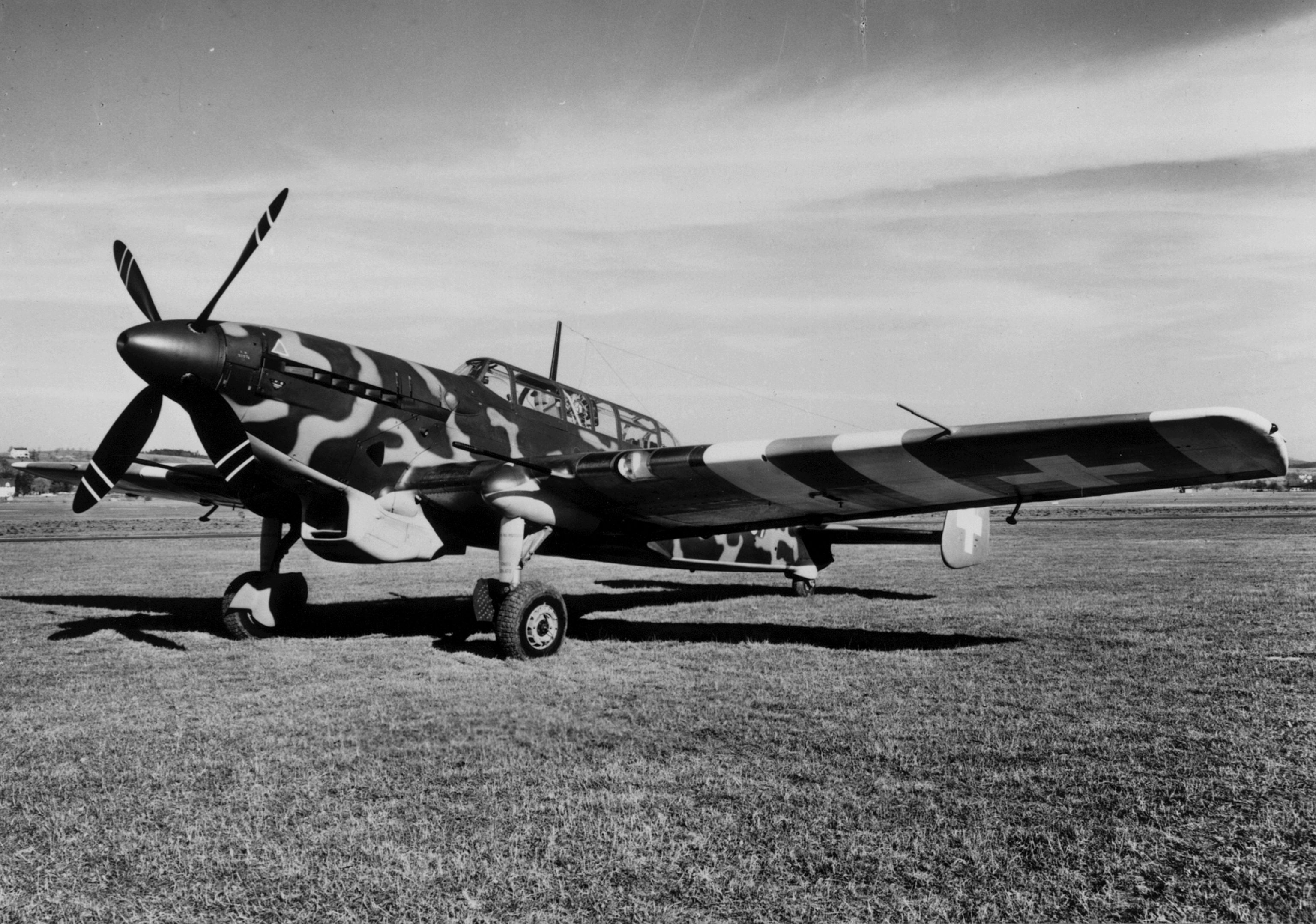
C-3604 in Dübendorf

Bei der C-3604 handelt es sich um eine Weiterentwickelung der C-3603 mit einem Motor Saurer YS-2 mit 1250 PS und einen Vierblattpropeller. Anfang 1945 begannen die Versuchsflüge mit dem Prototyp. 1946 wurde eine Null-Serie von zehn Flugzeugen in Auftrag gegeben. Diese kamen mit den Nummern C-602 bis C-613 in den Jahren 1947/48 zur Truppe. Die Bewaffnung bestand nun aus drei 20-mm-Kanonen und vier 7,5-mm-Maschinengewehren. Die Höchstgeschwindigkeit lag bei 560 km/h auf 15750 Fuss Höhe. Das Flugzeug C606 besass eine Schleppvorrichtung. Der Typ erreichte nie die Serienreife und war bis 1956 stillgelegt.

### C-3605
Als die Triebwerke der noch als Zielschlepper eingesetzten C-3603 Flugzeuge Alterserscheinungen aufwiesen, wurde ein Ersatzflugzeug gesucht. Schlussendlich wurden stattdessen 24 Exemplare mit einer Lycoming T53-Turbine modifiziert. Diese Variante flog erstmals am 19. August 1968. Diese Einheiten blieben bis 1988 bei der Schweizer Luftwaffe im Einsatz. Da dieses Muster nur als Zielschlepper für die Flab-Truppen im Einsatz stand, erhielt es eine auffällige gelb-schwarze Lackierung.

## Militärische Nutzung
Schweiz
- Schweizer Flugwaffe

## Technische Daten

### C-3603
| Kenngrösse            | C-3603 | C-3605                                            |
| --------------------- | --- | ------------------------------------------------- |
| Besatzung             | 2 | 2                                                 |
| Länge                 | 10,23 m | 12,93 m                                           |
| Spannweite            | 15,10 m | 13,74 m                                           |
| Höhe                  | 3,29 m | 3,60 m                                            |
| Flügelfläche          | 32,4 m² | 28,7 m²                                           |
| Flügelstreckung       | 7,0 | 6,6                                               |
| Leermasse             | 2272 kg | 2840 kg                                           |
| max. Zuladung         | 1680 kg | 1940 kg                                           |
| max. Startmasse       | 3952 kg | 4780 kg                                           |
| Antrieb               | ein Hispano-Suiza 12Y-51 mit 1.000 PS (735 kW) \|                                                              | ein Avco Lycoming T-53-L-7A mit 1.150 PS (846 kW) |
| Höchstgeschwindigkeit | 476 km/h | 560 km/h                                          |
| Anfangssteigleistung  | 10,4 m/s | 12,5 m/s                                          |
| Flächenbelastung      | 122 kg/m² | 167 kg/m²                                         |
| Dienstgipfelhöhe      | 8700 m ü. M.                                                                                                   | 11.500 ü. M.                                      |
| Reichweite            | 680 km | 600 km                                            |
| Flugdauer             | 2 h | 2 h                                               |
| Bewaffnung            | eine 20-mm-Motorkanone, 4 × 7,5-mm-MG in den Tragflächen, zwei Flügelracks zum Mitführen von 400 kg Bombenlast | keine                                             |

## Flugfähige Exemplare

### C-3603
C-547 ehemals C-3605, nach ihrer Ausmusterung wurde sie in die ursprüngliche C-3603-Version zurückgebaut, nach dem Rückbau in der Schweiz als HB-RBI registriert. Nach einer Restaurierung wurde das Flugzeug 2013 neu als D-FRBI registriert.

### C-3605
C-493 neu als F-AZGC

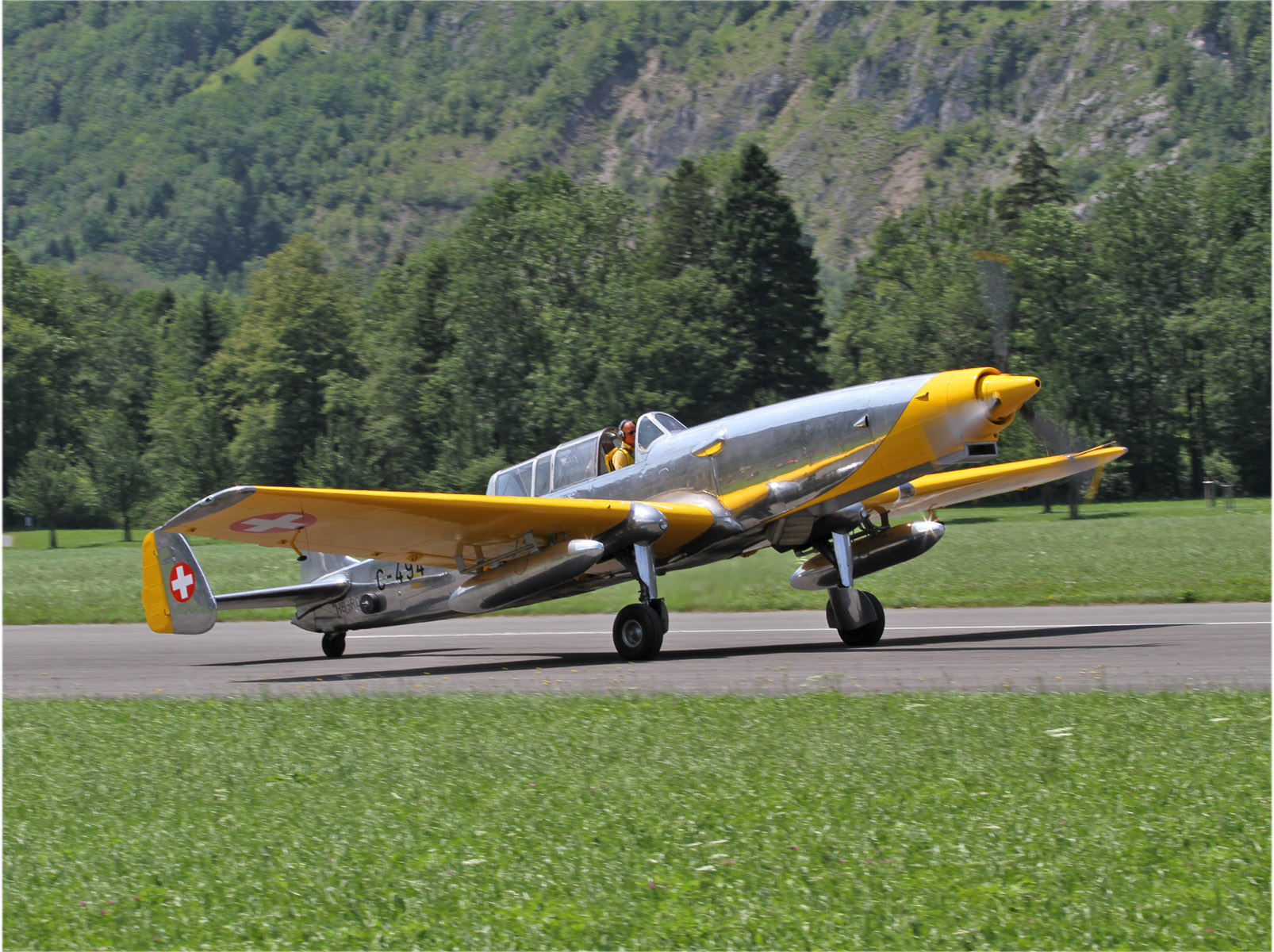
C-3605 HB-RDB ex C-494 der Schweizer Luftwaffe

C-494 neu als HB-RDB bei Verein Historic & Classic Airplanes, Rheinholzweg 6, 9423 Altenrhein, Schweiz

C-509 neu als HB-RDH ab 2011
C-552 als G-DORN flog aktiv 1999, Triebwerksläufe 2007

C-535 als D-FOXY (am 27. September 2002 Notlandung nach einer Kollision in der Luft – nicht repariert)

## Exponate in Museen

### C-3603
C-534 Flieger-Flab-Museum in Dübendorf, CH

C-537 Verkehrshaus der Schweiz in Luzern, CH

### C-3605
C-483 Planes of Fame Eden Praire, Minnesota, USA
C-497 Flieger-Flab-Museum in Dübendorf, CH

C-xxx The air museum – Planes of fame Chino, Kalifornien, USA

C-535 Technikmuseum Sinsheim-Speyer, DE

C-541 Flugausstellung Hermeskeil/Hunsrück (www.flugausstellung.de)